# 1814 en littérature
| Années de la littérature : 1811 - 1812 - 1813 - 1814 - 1815 - 1816 - 1817    |
| Décennies de la littérature : 1780 - 1790 - 1800 - 1810 - 1820 - 1830 - 1840 |

Cet article présente les faits marquants de l'année 1814 en littérature.

## Presse
- 12 juin : première publication du Censeur, journal libéral français fondé par Charles Comte et Charles Dunoyer[1].

## Parutions

### Essais
1. Chateaubriand : De Buonaparte et des Bourbons, pamphlet antinapoléonien.
2. Benjamin Constant : De l’esprit de conquête et de l’usurpation et Réflexions sur les institutions, violents pamphlets antibonapartistes.
3. Joseph Görres : le Rheinischer Merkur (1814-1816), journal.

### Romans
1. Jane Austen (anglaise), Mansfield Park.
2. Frances Burney (anglais), La Femme errante.
3. Lord Byron (anglais), Le Corsaire. Conte oriental, dix mille exemplaires vendus rapidement.
4. Lord Byron, Lara, conte oriental.
5. Walter Scott (écossais), Waverley. Roman sur la révolte jacobite de 1745-1746, publié sous anonymat, le premier roman de l'auteur.
6. Robert Southey, Roderic, le dernier des Goths, épopée.

### Fables
1. Gotthold Ephraim Lessing Fables de Lessing en prose, avec des notes (Lessing's Fabeln, in ungebundener Rede) trad. fr. par Jean-Frédéric Simon, Périsse et Compère, Paris, 1814

## Principales naissances
- ? : Aleksander Połujański, forestier, encyclopédiste et poète polonais .

## Principaux décès
- 21 janvier :  Bernardin de Saint-Pierre, écrivain français, 77 ans (° 19 janvier 1737).
- 15 juin : Charles Palissot de Montenoy, auteur dramatique français, 83 ans (° 3 janvier 1730).
- 2 décembre : le marquis de Sade, écrivain français, 74 ans (° 2 juin 1740).